# Перес Канделарио, Мануэль
Мануэль Перес Канделарио (исп. Manuel Pérez Candelario; 25 мая 1983, Бадахос) — испанский шахматист, гроссмейстер (2011). Тренер ФИДЕ (2019).
В составе сборной Испании участник 2-х Олимпиад (2004 — за 2-ю сборную, 2012).

## Изменения рейтинга
| Графики недоступны из-за технических проблем. См. информацию на Фабрикаторе и на mediawiki.org. |